# Óscar García Rodríguez
Óscar García Rodríguez (Esplugues de Llobregat, Barcelona, España, 14 de abril de 1988) es un entrenador de fútbol español que actualmente es entrenador asistente del HIFK Helsinki de la Primera División de Finlandia.

## Trayectoria
Óscar es licenciado en Ciencias de la Actividad Física y el Deporte en Universidad Isabel I y cursó Magisterio de Educación Física en la Universidad de Barcelona. Comenzó su trayectoria como entrenador en el fútbol base en el CF Can Vidalet de su localidad natal de Esplugues de Llobregat, en el que trabajó hasta 2022. 
Desde 2019 a 2022, formaría parte del departamento de metodología del Albirex Niigata de la J1 League, la primera división japonesa.
En marzo de 2022, firma como entrenador asistente de Patric Jildefalk en el Jönköpings Södra IF de la Superettan, la segunda división sueca.
El 21 de abril de 2022, se convierte en entrenador del Jönköpings Södra IF de la Superettan, donde permanecería durante nueve meses en el cargo.
En enero de 2023, vuelve a ocupar el cargo de entrenador asistente de Andrés García Soler en el Jönköpings Södra IF de la Superettan.
En septiembre de 2023, vuelve a hacerse cargo del banquillo del Jönköpings Södra IF de la Superettan, no pudiendo evitar el descenso a la tercera división sueca. 
El 5 de diciembre de 2023, firmó como entrenador asistente de Ferran Sibila en el HIFK Helsinki de la Primera División de Finlandia por dos temporadas.

## Clubes

### Como entrenador
| Club                                   | País      | Año             |
| -------------------------------------- | --------- | --------------- |
| Albirex Niigata (Director metodología) | Japón     | 2019-2022       |
| Jönköpings Södra IF (2.º entrenador)   | Suecia    | 2022            |
| Jönköpings Södra IF                    | Suecia    | 2022            |
| Jönköpings Södra IF (2.º entrenador)   | Suecia    | 2023            |
| Jönköpings Södra IF                    | Suecia    | 2023            |
| HIFK Helsinki (2.º entrenador)         | Finlandia | 2024-Actualidad |